# Namdalseid (localitate)
Namdalseid este o localitate din comuna Namdalseid, provincia Nord-Trøndelag, Norvegia, cu o populație de  locuitori (2013).